# Нове-Място-Любавске (гмина)
Нове-Място-Любавске (пол. Nowe Miasto Lubawskie) — сельская гмина (волость) в Польше, входит как административная единица в Новомястский повет, Варминьско-Мазурское воеводство. Население — 7740 человек (на 2004 год).

## Демография
| Перепись                       | Всего   | Всего | Женщины | Женщины | Мужчины | Мужчины |
| ------------------------------ | ------- | ----- | ------- | ------- | ------- | ------- |
| Единицы                        | человек | %     | человек | %       | человек | %       |
| Население                      | 7740    | 100   | 3871    | 50      | 3869    | 50      |
| Плотность населения (чел./км²) | 56,1    | 56,1  | 28      | 28      | 28      | 28      |

## Сельские округа
1. Багно
2. Братян
3. Хросле
4. Грызлины
5. Гвизьдзины
6. Ямельник
7. Качек
8. Лекарты
9. Мшаново
10. Навра
11. Новы-Двур-Братяньски
12. Пацултово
13. Пустки
14. Радомно
15. Скарлин
16. Тылице

## Соседние гмины
1. Гмина Бискупец
2. Гмина Гродзично
3. Гмина Илава
4. Гмина Кужентник
5. Гмина Любава
6. Нове-Място-Любавске